# Loud (Rihanna)
Loud è il quinto album in studio della cantante barbadiana Rihanna, pubblicato il 12 novembre 2010 dall'etichetta discografica Def Jam. 
Il primo singolo estratto dall'album, Only Girl (in the World), ha raggiunto la prima posizione nella classifica negli Stati Uniti d'America, divenendo il suo ottavo singolo a raggiungerne la vetta. Il 29 ottobre 2010 è stato pubblicato il secondo estratto What's My Name?, in collaborazione con il rapper Drake, mentre S&M è stato scelto come quarto singolo nel 2011. È stato chiesto ai fan di scegliere il quinto singolo attraverso un sondaggio e il più votato è risultato essere California King Bed, mentre Cheers (Drink to That) è stato scelto dalla stessa Rihanna come sesto singolo in un annuncio trapelato su Twitter.

## Antefatti e sviluppo
In un'intervista concessa a MTV, il musicista statunitense Ne-Yo, che fu arruolato come produttore del quarto album di inediti di Rihanna Rated R, ha confessato che non avrebbe scritto per Rihanna brani che richiamassero la violenza inflitta alla cantante da Chris Brown, ma ha annunciato che presto Rihanna avrebbe sfruttato un nuovo stile più emotivo e irascibile per il suo prossimo disco. Il quarto disco riscosse un forte successo a livello commerciale e fu trainato da cinque singoli, tra cui il fortunato esito di Rude Boy. 
Trascorsa nientemeno che la metà di un anno dal lancio di Rated R, nel giugno del 2010, è stato rivelato che Rihanna stava pianificando di pubblicare presto il suo quinto album. Le sessioni di registrazione dell'album sono iniziate nel febbraio 2010 e sono finite sei mesi dopo, ad agosto. Erik Hermansen degli Stargate parlò di come fosse emerso lo spirito dell'album dicendo: «Rihanna è venuta da noi prima che ci mettessimo a registrare Only Girl (in the World) e disse "mi sento in pace con me stessa". Ho voglia di fare un passo indietro per divertirmi, ho voglia di dar vita a musica felice e dinamica». Sean Garrett ha paragonato le nuove incisioni ai suoi fortunati singoli Umbrella e Rude Boy. In un'intervista per MTV, il vice presidente della Def Jam Records ha invece paragonato il disco in uscita di Rihanna al multiplatino Thriller di Michael Jackson dicendo: «Rihanna tornerà nuovamente stupendo tutti. Il nostro modello per quest'album è Thriller di Michael Jackson».
A questo quinto album hanno partecipato cantanti, cantautori e produttori come Taio Cruz, Alex da Kid, Sean Garrett, Ne-Yo, Timbaland, Shontelle, David Guetta e Drake. Rihanna e L.A. Reid hanno assemblato un gruppo di autori di testi e musiche e di produttori discografici in alcuni studi di registrazione a Los Angeles per due settimane per scriverle brani. Rihanna, a proposito dell'evoluzione musicale di Loud, ha affermato: «Mi mancherà lo stile di Rated R, ma niente è eguagliabile all'album che sto per fare. Mi sono assicurata che la mia musica non vi deludesse. Voi [fan] mi difendete sempre, quindi avrete delle meravigliose canzoni per giustificare ciò che fate. Non voglio tornare allo stile di Good Girl Gone Bad. Voglio semplicemente fare il prossimo passo per la mia evoluzione». Nel settembre 2010 Rihanna ha annunciato il titolo dell'album dicendo: «fate tutti rumore, impazzite, esaltatevi, perché sono emozionata. Sarò semplicemente me stessa, perché è quello che voi amate di più, ed è ciò che mi fa sentire meglio. Semplicemente l'essere normale, e per normale intendo Loud! Sfacciata, divertente, amoreggiante, dinamica».
Mentre Rihanna si trovava sul set del film Battleship, ha spiegato, in un'intervista con Entertainment Tonight, che «Loud è la parola, il nome dell'album che definitivamente riflette il suo contenuto, è veramente sfacciato e scherzoso e cattura l'attenzione, ecco perché mi piace. Ti coinvolge. È colorato vivacemente». La copertina dell'album è stata rivelata il 28 ottobre 2010.
Dopo aver co-scritto nove canzoni su tredici per Rated R, con quest'album Rihanna rinuncia al proposito di scrittura delle tracce, per poi riprendere l'anno successivo l'impegno autorale con l'album Talk That Talk (2011), co-scrivendo sei canzoni su quattordici.

## Descrizione
Loud propone generi up-tempo e pop, che abbracciano la dance pop e la musica elettro-R&B e le sonorità presenti nei precedenti Music of the Sun e A Girl like Me. In un'intervista concessa a MTV, Rihanna ha affermato: «volevo fare canzoni che fossero tutte canzoni di Rihanna, e che nessun altro avrebbe potuto fare. Non volevo la musica pop generica che Ke$ha, Lady Gaga o Katy Perry avrebbero potuto fare».
Molte tracce sono state scritte dalla sopracitata Shontelle, Ester Dean e dalla rapper trinidadiana Nicki Minaj. Il team di produzione musicale Stargate ha prodotto i singoli Only Girl (in the World), What's My Name? e S&M. Il disco si apre con S&M, una traccia uptempo molto potente, descritto da Rihanna come la più vivace dell'album: il timbro di Rihanna e l'utilizzo della voce ricordano la traccia Breakin' Dishes dell'album Good Girl Gone Bad. What's My Name?, in collaborazione con Drake, è una traccia giovane e scherzosa, adatta sia al mercato urban che pop. Cheers (Drink to That) parla di una notte passata in città e utilizza il sample modificato di I'm with You della pop-rocker canadese Avril Lavigne, amica della cantante.
Fading è invece una midtempo che utilizza il campionamento del singolo One by One di Enya; questa traccia è prodotta da Polow Da Don, che ha lavorato moltissimo con Chris Brown, ex della cantante.
Only Girl (in the World) è una uptempo dallo stile dance pop, scelto come primo singolo estratto dall'album che ha riscosso un grande successo in tutto il mondo. L'album prosegue con California King Bed, la prima ballata dell'album che si apre con una dolce chitarra acustica e si intercala con quella elettrica nel ritornello e mette in risalto le doti vocali della cantante. Man Down mostra il lato caraibico della cantante e riprende i testi più «negativi» di Rated R: il brano parla infatti di violenza sul proprio uomo e come ritorna l'accostamento ritmo accattivante-testo crudele già proposto in S&M. L'ottava traccia Raining Men, in collaborazione con Nicki Minaj, è l'uptempo più urban e R&B del disco, estratta come singolo promozionale dall'album. Nel disco della rapper uscito nello stesso periodo, Pink Friday, viene contenuta un'altra collaborazione tra le due cantanti: il pezzo in questione è Fly, estratto come quinto singolo dal suo album. Complicated è un brano prodotto da Tricky Stewart, in cui Rihanna spinge in alto con la voce. L'album continua con Skin, una canzone un po' spinta e ad alto tasso erotico, e si chiude con Love the Way You Lie (Part II), seconda parte della hit in collaborazione con Eminem in cui le parti del rapper sono state pressoché eliminate, tranne la parte finale, in favore di liriche più dolci e femminili interpretate da Rihanna.

## Promozione
A fine ottobre 2010 Rihanna si è esibita al Saturday Night Live sulle note dei brani Only Girl (in the World) e What's My Name?; inoltre, la cantante ha proposto un divertente sketch con Shy Ronnie durante il quale ha cantato Ronnie & Clyde.
L'album è stato messo in commercio nel mese di novembre 2010 in giorni diversi in base al mercato di distribuzione, venendo reso disponibile in diverse edizioni, che hanno comunque tutte la stessa copertina. L'edizione standard è composta da undici tracce, mentre quella deluxe vede l'aggiunta di un DVD di 30 minuti che mostra il processo di realizzazione del disco. Inoltre, sulla piattaforma iTunes è stato possibile acquistare l'edizione deluxe aggiuntiva della versione piano di Love the Way You Lie, il videoclip del singolo Only Girl (in the World) e un remix per quest'ultimo. 

### Tournée

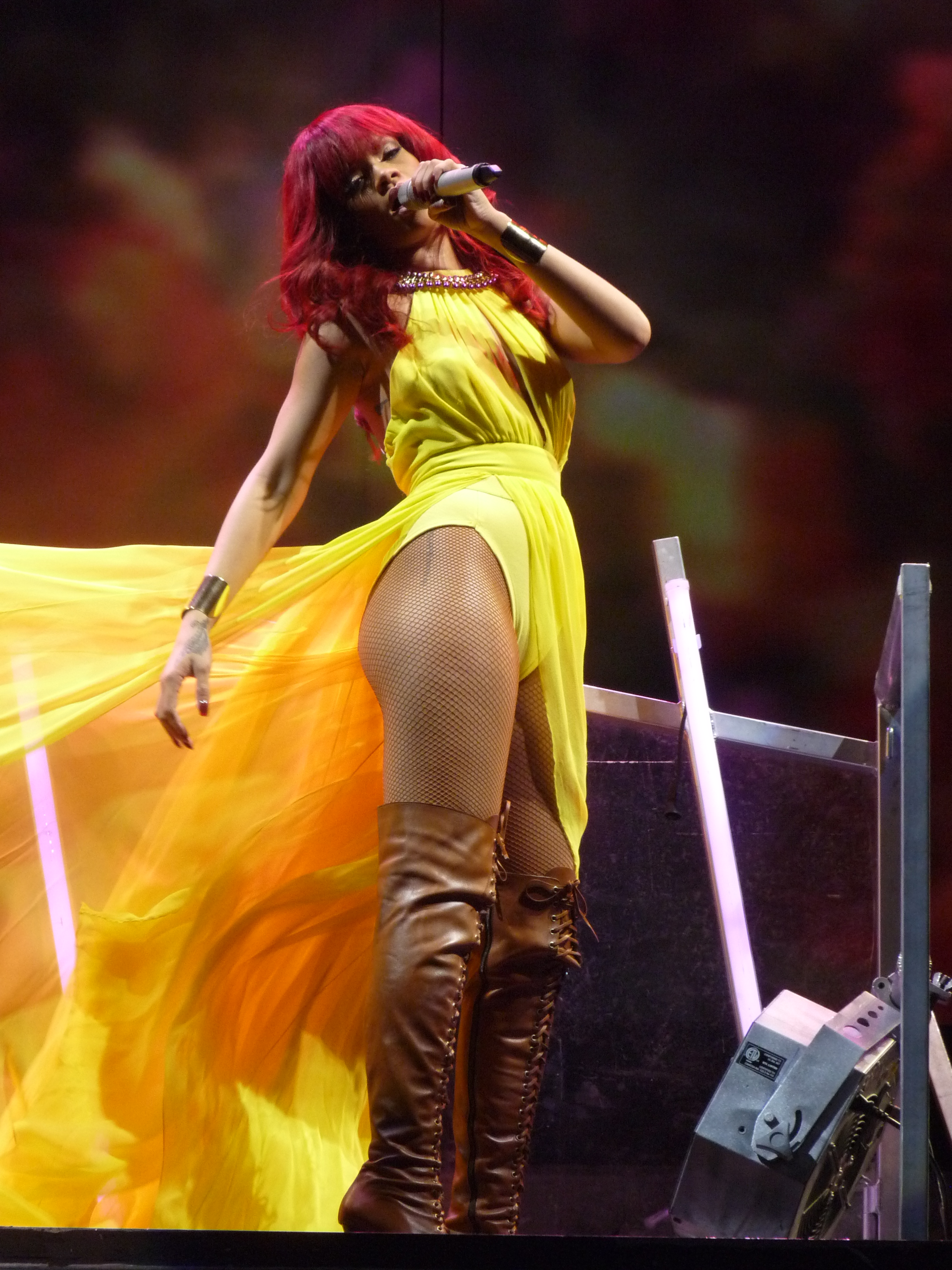
Rihanna durante il concerto di Sunrise del 14 luglio 2011

Il Loud Tour è la quarta tournée della cantante Rihanna, è stato sostenuto come promozione di Loud. Il tour è stato annunciato il 7 dicembre 2010 e comprende 98 spettacoli. Il tour è cominciato il 4 giugno 2011 a Baltimora, e ha visitato poi il resto del Nordamerica. Il tour è proseguito poi in Brasile, prima di trasferirsi in Europa. La data finale a era prevista a Lisbona il 17 dicembre 2011, ma successivamente Rihanna annunciò altre tre nuove date a Londra il 20 dicembre, il 21 dicembre e il 22 dicembre 2011. A causa della forte domanda da parte del pubblico e vendita dei biglietti in circolazione, il tour è stato più volte prorogato rispetto al numero di spettacoli iniziale.

## Accoglienza
Loud fu accolto con favore da molti critici musicali. Secondo Metacritic, che assegna un punteggio su 100 in base alle recensioni di critici influenti, l'album ha totalizzato 67 punti basati su 22 recensioni, punteggio che segnala "critiche prevalentemente favorevoli". Jon Pareles del New York Times ha colto un "conteggio ermetico e sereno". Jim Farber dal Daily News ha offerto al disco quattro stelle su cinque e scrisse che "sembra sciolto e libero". Leah Greenblatt di Entertainment Weekly ha scritto che l'album delinea una Rihanna "imbattutasi nei suoi peggiori incubi - che cerca redenzione esattamente nella stessa tipologia di nirvana pop che l'aveva portata alla fama alcuni anni prima". James Reed del Boston Globe lo ha definito "un imperturbabile ritorno al luogo d'appartenenza di Rihanna: la pista da ballo" e ha scritto "quasi stesse emergendo dagli abissi, Rihanna è una forza in questi undici brani". Stacey Anderson da Spin ha esaltato "il ricco, sano ricorso alla propria sessualità" di Rihanna e ha scritto che il disco "offre un'intima atmosfera femminile alla pari con il meglio di Beyoncé o Shakira". Steve Jones da USA Today ha affermato che "l'irascibile musica, che poggia sulle sonorità isolane, si sposa molto bene con le sue romantiche smancerie".

## Tracce
1. S&M – 4:03 (Mikkel Eriksen, Tor Hermansen, Sandy Wilhelm, Ester Dean)
2. What's My Name? (feat. Drake) – 4:23 (Tor Hermansen, Mikkel Eriksen, Tracy Hale, Ester Dean, Aubrey Graham)
3. Cheers (Drink to That) – 4:22 (Andrew Harr, Jermaine Jackson, Laura Pergolizzi, Corey Gibson, C. Ivery, Lauren Christy, Graham Edwards, Avril Lavigne, Scott Spock)
4. Fading – 3:20 (Jamal Jones, Ester Dean, Enya)
5. Only Girl (in the World) – 3:55 (Crystal Johnson, Mikkel Eriksen, Tor Hermansen, Sandy Wilhelm)
6. California King Bed – 4:12 (Andrew Harr, Jermaine Jackson, Priscilla Renea, Alex Delicata)
7. Man Down – 4:27 (Shama Joseph, Timothy & Theron Thomas, Shontelle Layne)
8. Raining Men (feat. Nicki Minaj) – 3:44 (Melvin Hough II, Rivelino Wouter, Timothy & Theron Thomas, Onika Maraj)
9. Complicated – 4:18 (Christopher Stewart, Ester Dean)
10. Skin – 5:04 (Kenneth Coby, U. Yancy)
11. Love the Way You Lie (Part II) (feat. Eminem) – 4:56 (Alexander Grant, Holly Hafferman, Marshall Mathers)

## Successo commerciale
Loud è entrato alla terza posizione della classifica statunitense vendendo circa 207 000 copie. Questo è il più alto numero di vendite per un album di Rihanna nella sua settimana di debutto. L'album, nella sua seconda settimana, è sceso di tre posizioni, vendendo altre 141 000 copie, il 32% in meno rispetto alla settimana precedente. Nella sua terza settimana, con un decremento del 45% delle vendite, Loud scende di quattro posizioni alla decima, vendendo 77 000 copie negli Stati Uniti. Nella quarta, sale alla nona, vendendo altre 71 000 copie (l'8% in meno).
L'album è entrato nella top ten di molti Paesi, e al numero uno in Canada, Svizzera, Regno Unito, Irlanda e Norvegia. In Canada, ha venduto 27 000 copie nella sua prima settimana. In Francia ha fatto il suo debutto alla terza posizione con 17 304 copie vendute. È entrato alla seconda posizione nella classifica britannica, vendendo circa 91 000 copie nella sua prima settimana. Con oltre 820 000 copie vendute in sei sole settimane, Loud è il quarto album più venduto nel Regno Unito nel 2010. Sempre nel Regno Unito, Loud ha venduto 151 000 copie durante il 2012.
In Italia Loud raggiunge l'undicesima posizione, diventando il primo album di Rihanna a entrare nella top 20 italiana dove è rimasto per tre settimane, e ottiene la certificazione di disco d'oro grazie alle oltre 30 000 copie vendute.
L'album è stato trainato in classifica principalmente dalla hit Only Girl (in the World), che ha raggiunto per la prima volta la vetta della classifica italiana.
Questo obiettivo era stato già raggiunto dal singolo Love the Way You Lie, che però era contenuto nell'album Recovery di Eminem, e risultava essere una collaborazione con Rihanna.

## Classifiche

### Classifiche settimanali
| Classifica (2010) | Posizione massima |
| ----------------- | ----------------- |
| Australia         | 2                 |
| Austria           | 3                 |
| Belgio (Fiandre)  | 3                 |
| Belgio (Vallonia) | 2                 |
| Canada            | 1                 |
| Danimarca         | 2                 |
| Europa            | 1                 |
| Finlandia         | 7                 |
| Francia           | 3                 |
| Germania          | 2                 |
| Giappone          | 5                 |
| Grecia            | 10                |
| Irlanda           | 1                 |
| Italia            | 11                |
| Messico           | 17                |
| Norvegia          | 1                 |
| Nuova Zelanda     | 4                 |
| Paesi Bassi       | 6                 |
| Polonia           | 4                 |
| Portogallo        | 10                |
| Regno Unito       | 1                 |
| Repubblica Ceca   | 12                |
| Russia            | 3                 |
| Spagna            | 6                 |
| Stati Uniti       | 3                 |
| Svezia            | 15                |
| Svizzera          | 1                 |
| Ungheria          | 14                |

### Classifiche di fine anno
| Classifica (2010) | Posizione |
| ----------------- | --------- |
| Francia           | 35        |
| Germania          | 39        |
| Irlanda           | 5         |
| Paesi Bassi       | 83        |
| Polonia           | 36        |
| Regno Unito       | 4         |
| Svizzera          | 21        |
| Classifica (2011) | Posizione |
| Australia         | 13        |
| Austria           | 33        |
| Belgio (Fiandre)  | 8         |
| Belgio (Vallonia) | 29        |
| Canada            | 2         |
| Danimarca         | 22        |
| Francia           | 13        |
| Germania          | 32        |
| Italia            | 52        |
| Nuova Zelanda     | 19        |
| Paesi Bassi       | 31        |
| Polonia           | 64        |
| Regno Unito       | 6         |
| Stati Uniti       | 9         |
| Svezia            | 39        |
| Svizzera          | 6         |
| Classifica (2014) | Posizione |
| Svezia            | 85        |
| Classifica (2021) | Posizione |
| Belgio (Fiandre)  | 152       |
| Classifica (2022) | Posizione |
| Belgio (Fiandre)  | 167       |

## Date di pubblicazione
| Paese         | Data             | Etichetta       |
| ------------- | ---------------- | --------------- |
| Australia     | 12 novembre 2010 | Universal Music |
| Germania      | 12 novembre 2010 | Universal Music |
| Irlanda       | 12 novembre 2010 | Universal Music |
| Paesi Bassi   | 12 novembre 2010 | Universal Music |
| Polonia       | 12 novembre 2010 | Universal Music |
| Filippine     | 15 novembre 2010 | Universal Music |
| Francia       | 15 novembre 2010 | Universal Music |
| Nuova Zelanda | 15 novembre 2010 | Universal Music |
| Portogallo    | 15 novembre 2010 | Universal Music |
| Regno Unito   | 15 novembre 2010 | Mercury         |
| Messico       | 16 novembre 2010 | Universal Music |
| Stati Uniti   | 16 novembre 2010 | Def Jam         |